# Liste der Stolpersteine in Wendeburg
Die Liste der Stolpersteine in Wendeburg enthält alle Stolpersteine, die im Rahmen des gleichnamigen Projekts von Gunter Demnig in Wendeburg verlegt wurden. Mit ihnen soll an Opfer des Nationalsozialismus erinnert werden, die in Wendeburg lebten und wirkten.

## Verlegte Stolpersteine
| Adresse          | Ortsteil | Verlege- datum | Person, Inschrift | Bild | Anmerkung |
| ---------------- | -------- | -------------- | --- | ---- | --------- |
| Am Betonwerk 2 · | Wense    | 1. März 2014   | Hier wohnte Erich Mesritz Jg. 1913 Flucht Holland interniert 1942 Westerbork deportiert 1942 Auschwitz KZ Blechhammer ermordet 11.2.1945 in Buchenwald |      |           |
| Am Betonwerk 2 · | Wense    | 1. März 2014   | Hier wohnte Pauline Mesritz geb. Weinstein Flucht Holland ???                                                                                          |      |           |
| Am Betonwerk 2 · | Wense    | 1. März 2014   | Hier wohnte Sitta Mesritz Jg. 1910 Flucht Holland interniert 1943 Westerbork deportiert Auschwitz ermordet 25.1.1943                                   |      |           |
| Am Betonwerk 2 · | Wense    | 1. März 2014   | Hier wohnte Heinz Mesritz Jg. 1915 Flucht 1936 Holland interniert 1942 Westerbork deportiert 1942 Auschwitz ermordet 1943 in Bobrek bei Auschwitz      |      |           |
| Am Betonwerk 2 · | Wense    | 1. März 2014   | Hier wohnte Benno Mesritz Jg. 1921 Flucht 1936 Holland interniert 1943 Westerbork deportiert Sobibor ermordet 14.5.1943                                |      |           |